# Fort Platte Saline
Fort Platte Saline war ein Küstenfort in der Nähe des Dorfes Castel an der Nordwestküste der Kanalinsel Alderney.
Es handelte sich um ein kleines Verteidigungsbauwerk, eher eine Batterie. Vermutlich waren seine Kanonen so ausgerichtet, dass Angreifer sowohl aus Richtung der Saline Bay als auch der Crabby Bay abgewehrt werden konnten.
Heute ist nichts mehr von dem Fort zu sehen, da an dieser Stelle Kies abgebaut wird.